# Battaglia di Solachon
La battaglia di Solachon fu combattuta nel 586 tra i Bizantini, comandati dal generale Filippico (cognato dell'Imperatore Maurizio), contro i Sasanidi, comandati da Kardarigan (letteralmente 'Falco Nero'), durante la lunga e inconclusiva guerra romano-persiana del 572-591. Tale guerra ebbe come casus belli il rifiuto da parte dell'Impero bizantino di rendere un tributo alla Persia. La battaglia di Solachon si concluse con una decisiva vittoria bizantina utile a rafforzare le posizioni dell'impero in Mesopotamia, ma non decisiva per l'esito della guerra.

## Contesto storico
Nel 572 l'imperatore bizantino Giustino II (r. 565–578) rifiutò di rinnovare il tributo annuale alla Persia Sasanide previsto dal trattato di pace concluso tra suo zio Giustiniano I (r. 527–565) e lo shah persiano Cosroe I (r. 531–579) nel 562. Ciò segnò il culmine del progressivo deterioramento dei rapporti tra Bisanzio e la Persia avvenuto negli anni precedenti, che si manifestò anche in manovre diplomatiche e militari nella loro periferia geopolitica. Dunque i Bizantini avviarono i contatti con i Göktürk in Asia Centrale per un attacco congiunto contro la Persia, mentre i Persiani intervennero in Yemen contro i cristiani Axumiti, alleati di Bisanzio. Giustino inoltre considerava vergognoso per l'onore "romano" (bizantino) continuare a pagare il tributo annuale, e sfruttò lo scoppio di una grave rivolta in Persarmenia nel 571–572 come pretesto per sospendere i pagamenti.
Il rifiuto di Giustino era equivalente a una dichiarazione di guerra, la quarta combattuta tra le due grandi potenze della Tarda Antichità nel solo VI secolo. Dopo alcuni successi iniziali persiani, tra cui la presa di Dara, il conflitto si rivelò inconcludente e interminabile, tra vittorie bizantine seguite da successi persiani, negoziazioni intermittenti, e tregue temporanee. Nel 582, Maurizio (r. 582–602), che aveva servito come generale nella guerra, salì al trono bizantino; in quel tempo, i Persiani avevano avuto la meglio in Mesopotamia in virtù della conquista di Dara nel 574, mentre al contrario i Bizantini prevalsero in Arzanene.

## Mosse iniziali e disposizioni

Mappa della frontiera romano-persiana nella Tarda Antichità.

In seguito al fallimento di ulteriori negoziazioni di pace, di cui poco si sa, nel 584 Maurizio nominò il cognato Filippico magister militum per Orientem. Filippico devastò la regione circostante l'importante fortezza persiana di Nisibis nel 584, mentre nel 585 devastò l'Arzanene. Il comandante persiano, Kardarigan— che significava "falco nero", dunque trattavasi di titolo onorifico piuttosto di un nome proprio—reagì assediando invano la principale base delle operazioni di Filippico, Monokarton.
Nella primavera 586 i Persiani offrirono la pace in cambio del rinnovo dei pagamenti in oro, ma Maurizio le respinse. Lo storico coevo Teofilatto Simocatta riporta che l'esercito di Filippico era entusiasta di confrontarsi con i Persiani in battaglia, e che il comandante bizantino marciò a sud della sua base a Amida, attraversò il fiume Arzamon (corrispondente all'odierno fiume Zergan) e avanzò per circa 15 miglia ad est fino alla pianura di Solachon, dove collocò il suo accampamento. Filippico fece stazionare il suo esercito presso il monte Izala, a sud delle fortezze di Mardes e di Dara, sapendo che, non essendoci acqua tra il fiume Bouron in territorio persiano e l'Arzamon, il nemico avrebbe avuto due alternative:
- rimanere inattivo, accontentandosi di difendere il proprio territorio
- attaccare i Bizantini, con il svantaggio però di essere indeboliti dalla sete e quindi andare incontro a una probabile sconfitta, dato che i Bizantini non avrebbero permesso ai Persiani di bere dal fiume Arzamon.

La posizione scelta, insomma, consentiva all'armata di Filippico di controllare il passaggio del fiume Arzamon, costringendo l'armata persiana sotto il comando di Kardarigan ad avanzare per l'arida pianura, lontano dai loro rifornimenti, prima di scontrarsi con l'armata bizantina.
Per quanto riguarda i Persiani, anche Kardarigan era entusiasta di combattere e confidente nella vittoria, incoraggiato da dei divinatori che avevano predetto il trionfo sasanide. Il terzo giorno, l'esercito persiano seppe che i Bizantini si erano stanziati presso il Arzamon. Il Kardarigan condusse con sé molti cammelli carichi di acqua in modo che i suoi soldati non venissero indeboliti dalla sete e nel caso in cui i Bizantini avessero rifiutato lo scontro ma avessero continuato a bloccare l'accesso all'Arzamon; si narra che, nella sicurezza della vittoria, avesse già fatto preparare catene di ferro per i soldati nemici che avrebbe fatto prigionieri. Le speranze di cogliere di sorpresa e alla sprovvista l'esercito bizantino sfumarono perché il giorno successivo i foederati arabi dell'esercito bizantino, truppe scelte poste sotto il comando del capitano Sergio e mandate in perlustrazione da Filippico per avvicinarsi al nemico e ottenere informazioni, catturarono alcuni dei soldati persiani e ottennero da essi informazioni molto importanti dopo averli torturati, consentendo così a Filippico di prepararsi alla battaglia. Il generale bizantino concluse che Kardarigan avrebbe attaccato il giorno dopo, di domenica, in quanto giorno di riposo per i Cristiani bizantini, nella speranza di coglierli impreparati. In effetti il giorno dopo gli esploratori tornarono all'accampamento bizantino confermando che l'esercito persiano si stava avvicinando e dunque la correttezza del ragionamento di Filippico.

## Battaglia
Sembra che entrambe le armate fossero costituite esclusivamente di cavalleria, comprendente lancieri e arcieri a cavallo, ma probabilmente erano comprese anche alcune unità di catafratti. Quando gli esploratori di Filippico segnalarono l'avvicinarsi dei Persiani, il generale bizantino fece posizionare i suoi uomini su una collinetta, con la sua ala sinistra protetta dai contrafforti del Monte Izalas. Sembrerebbe che i Bizantini si schierarono in una singola linea di battaglia con tre divisioni. La divisione sinistra fu posta sotto il comando di Eiliphredas, il dux della Fenicia Libanense, e comprendeva un contingente di arcieri a cavallo Unni sotto il comando di Apsich. La divisione centrale fu posta sotto il comando del generale Eraclio il Vecchio, successivamente Esarca d'Africa e padre dell'imperatore Eraclio I (r. 610–641), mentre l'ala destra fu posta sotto il comando del taxiarchos Vitalio. Questa disposizione fu adottata anche dai Persiani non appena apparvero all'orizzonte. Per quanto riguarda lo schieramento persiano, la divisione destra fu posta sotto il comando di Mebode, quella centrale sotto il comando dello stesso Kardarigan, e l'ala sinistra fu posta sotto il comando del nipote (di zio) del Kardarigan, Afraate. A differenza del generale persiano, Filippico rimase al comando di un esiguo numero di soldati a qualche distanza dietro la principale linea di battaglia, dirigendo la battaglia.
Quando il nemico apparve all'orizzonte, Filippico mostrò l'immagine di Dio Incarnato. Gli abitanti e i soldati di Amida speravano che la Divinità avrebbe aiutato i Bizantini a vincere. Dopo una breve pausa per lasciarsi alle spalle le proprie salmerie e per formare una linea di battaglia, i Persiani avanzarono rapidamente verso i Bizantini, scagliando frecce mentre si avvicinavano. I Bizantini risposero allo stesso modo. La divisione destra bizantina sotto il comando di Vitalio ebbe rapidamente la meglio sul nemico, con la sua cavalleria pesante che irruppe nel fianco persiano e sospingendo i suoi avversari verso sinistra dietro la loro stessa linea principale. A questo punto, tuttavia, si rischiò il disastro in quanto molte delle truppe di Vitalio ruppero la formazione e si diressero verso l'accampamento avversario, con l'intenzione di depredarlo. Filippico, tuttavia, se ne accorse in tempo e reagì prontamente. Diede il suo elmo distintivo a uno delle sue guardie del corpo, Teodoro Ilibino, e lo inviò per richiamare alla disciplina e all'ordine la cavalleria minacciandola di pesanti punizioni da parte di Filippico. L'espediente funzionò: le truppe di Vitalio, riconosciuto l'elmo di Filippico, si riorganizzarono e tornarono a combattere giusto in tempo per respingere l'attacco persiano. I persiani sconfitti dell'ala destra, invece di fuggire, erano andati a rinforzare la parte centrale dell'esercito persiano, mettendo in difficoltà il numericamente inferiore centro bizantino che fu costretto ad arretrare.
Per resistere all'avanzata persiana Filippico ordinò ai soldati della divisione centrale di smontare e combattere a piedi formando un muro di scudi (la cosiddetta formazione a fulcum). Non è chiaro cosa accadde in seguito, ma apparentemente gli arcieri bizantini mirarono ai cavalli persiani, fermando la loro avanzata. A questo punto l'ala sinistra dell'esercito bizantino riuscì a sferrare un vittorioso contrattacco vincendo l'ala destra persiana, che fu messa in fuga, inseguita dai Bizantini. In seguito alla sconfitta di entrambe le ali persiane, il centro persiano cedette di fronte all'attacco dell'ala destra bizantina, che li spinse verso l'area un tempo occupata dall'ala destra persiana. Soverchiati dal numero maggiore e attaccati da più parti, i Persiani volsero in fuga.
L'esercito sconfitto soffrì enormemente non solo per l'inseguimento bizantino ma anche per la mancanza di acqua: prima della battaglia, Kardarigan aveva ordinato di rovesciare al suolo le scorte d'acqua, nel tentativo di spingere i suoi soldati a combattere più duramente nel tentativo di raggiungere l'Arzamon. Inoltre, ai Persiani superstiti fu negato l'accesso a Dara perché, secondo Teofilatto Simocatta, era usanza persiana negare l'accesso ai fuggitivi. Simocatta riferisce inoltre che molti Persiani morirono di sete o di avvelenamento da acqua in quanto molti bevvero troppa acqua dalle sorgenti dopo il loro calvario.
Solo un manipolo di uomini continuarono a combattere assieme al generale Kardarigan. Le forze persiane rimaste si rifugiarono su una collinetta ma vennero circondate dai Bizantini che gli ordinarono di arrendersi. Essi risposero però che disprezzavano la morte e dopo tre o quattro giorni i Bizantini, inconsapevoli che Kardarigan era sulla collinetta, abbandonarono il tentativo. Quando i Persiani trovarono la discesa libera, scesero dalla collinetta ma si imbatterono in alcuni soldati bizantini che tornavano nel loro accampamento: molti vennero massacrati e più di 1000 di essi vennero catturati e portati a Costantinopoli.

## Conseguenze
In seguito allo scontro Filippico ricompensò i soldati distintisi nella battaglia dividendo tra loro le spoglie dei vinti Persiani. Procedette successivamente a invadere di nuovo l'Arzanene. Tuttavia, il suo tentativo di espugnare la fortezza di Chlomaron fu sventato dall'arrivo di Kardarigan con rinforzi. L'esercito bizantino si ritirò nella fortezza di Aphumon, combattendo azioni di retrovia con i Persiani.
La vittoria di Solachon permise ai Bizantini di riguadagnare terreno nella regione di Tur Abdin e di ristabilire il loro controllo nei dintorni di Dara. La guerra si protrasse ancora per alcuni anni senza alcuna vittoria decisiva fino alla rivolta di Bahram Chobin, che causò la fuga del legittimo shah persiano, Cosroe II (r. 590–628) in territorio bizantino per chiedere aiuto all'Imperatore Maurizio contro l'usurpatore Bahram. Una spedizione congiunta restaurò Cosroe II sul trono e un trattato di pace fu concluso nel 591 che lasciò la maggior parte dell'Armenia in mani bizantine.